# هيرمان فرنسيس مارك
هيرمان فرنسيس مارك (بالألمانية: Hermann F. Mark)‏ (و. 1895 – 1992 م) هو كيميائي، ومهندس، وأستاذ جامعي من النمسا، والولايات المتحدة، ولد في فيينا، وكان عضوًا في الأكاديمية الهنغارية للعلوم، والأكاديمية الأمريكية للفنون والعلوم، والأكاديمية الروسية للعلوم، توفي في أوستن، تكساس، عن عمر يناهز 97 عاماً.

## التعليم
تعلم في جامعة فيينا.

## جوائز وترشيحات
حصل على جوائز منها:
جوائز
- جائزة هارفي (1976)
- قلادة العلوم الوطنية (1979)
- وسام إليوت كريسون [الإنجليزية]‏ (1966)
- ميدالية بيركن [الإنجليزية]‏ (1980)
- Charles Goodyear Medal [الإنجليزية]‏ (1988)
- ميدالية ويلهلم إكسنر [الإنجليزية]‏ (1934)
- جائزة جيبس ويلارد [الإنجليزية]‏
- جائزة وولف في الكيمياء (1979)

ترشيحات
- جائزة نوبل في الكيمياء (1958)

ترشح لـ:
- جائزة نوبل في الكيمياء (1958).[33]

## روابط خارجية
- هيرمان فرنسيس مارك على موقع الموسوعة البريطانية (الإنجليزية)